# Vincenc Houška
Vincenc Houška, také Hauschka, Hauska či Houschka (21. ledna 1766 Kralovice – 13. září 1840 Vídeň), byl hudební skladatel českého původu.

## Život
Narodil se jako nemanželský, sňatek rodičů (Tadeáš Houska a Barbora Kondelová) se konal následující měsíc po jeho narození.
Základy hry na housle a klavír získal u svého otce, který byl učitelem ve Stříbře. Odešel do Prahy, kde kromě studia na gymnáziu se dále vzdělával v hudbě. Zpíval ve sboru chrámu sv. Víta, který tehdy řídil skladatel Antonín Laube. Skladbu studoval u Josefa Segera. Ve hře na violoncello, která ho později proslavila, byl prakticky samouk.
Po studiích se stal violoncellistou v kapele hraběte Johanna Josepha Thuna (1711–1788). Po smrti hraběte se osamostatnil a koncertoval po celém Německu a Rakousku. Také pilně komponoval a na koncertech často uváděl vlastní skladby.
V roce 1792 se usídlil ve Vídni. Stal se radou císařské a královské účtárny, ale nadále se věnoval koncertní a skladatelské činnosti. Oblíbil si zejména violu di bordoni a slavil s ní mimořádné úspěchy i u císařského dvora.
Byl činný při organizaci hudebního života ve Vídni. Byl členem společnosti Wittwen-Sozietät, což byla Jednota hudebních umělců na podporu vdov a sirotků. Byl zakládajícím členem vídeňské společnosti přátel hudby (Gesellschaft der Musikfreunde) i vídeňské konzervatoře.

### Houška a Beethoven
Z dob společného pobytu ve Vídni pojilo Houšku s Beethovenem přátelství, které se projevovalo i ve vzájemno korespondenci.

## Dílo
Tiskem vyšlo:
- 3 sonates pour le violoncelle avec base (dva svazky)
- 3 Canoni à 3 voci
- Lieder für 3 Stimmen

V rukopise zůstaly violoncellové koncerty, velké množství komorní hudby, žalmy a písně. Počátkem 60 let minulého století byly ve Vídni objeveny italské Canzonetti podepsané Vincenzo Hauschka, pro různé hlasy s doprovodem barytonu. V knihovně Gesellschaft der Musikfreunde je uložen rovněž rukopis Houškovy autobiografie.